# دانشکده پزشکی مشهد
دانشکده پزشکی دانشگاه علوم پزشکی مشهد یکی از دانشکده‌های پزشکی ایران وابسته به دانشگاه علوم پزشکی مشهد در مشهد است. این دانشکده در سال ۱۳۲۸ بنیانگذاری شد و دارای ۷ بیمارستان آموزشی است.

## تاریخچه
در حدود دهه ۱۳۲۰ در محل قبلی ساختمان دانشکده پزشکی (واقع در خیابان دانشگاه روبروی سازمان مرکزی)، مدرسه‌ای به نام دبستان همت قرار داشت که پس از چندی به آموزشگاه عالی بهداشت تبدیل شد. ابتدا آموزشگاه عالی بهداری در مشهد تأسیس گردید و سپس دانشکده پزشکی مشهد در دوم آذر ماه سال ۱۳۲۸ توسط مرحوم دکتر زنگنه، وزیر فرهنگ آن زمان رسماً افتتاح شد. پس از دایر شدن دانشکده ادبیات مشهد، به استناد قانون تأسیس دانشگاه‌ها درشهرستان‌ها مبنی بر این که با تشکیل دو دانشکده می‌توان آن مرکز علمی را دانشگاه نامید، تأسیس دانشگاه مشهد در سال ۱۳۳۵ تحقق پذیرفت. در سال ۱۳۶۵ دانشکده‌های گروه پزشکی کشور از بدنه وزارت فرهنگ و آموزش عالی جدا شد و توأم با وزارت بهداری سابق تحت عنوان وزارت بهداشت درمان و آموزش پزشکی به کار خود ادامه داد. بدین ترتیب دانشگاه مشهد به دو مؤسسه مستقل به نام‌های دانشگاه علوم پزشکی مشهد و دانشگاه فردوسی مشهد تقسیم شد. در حال حاضر دانشکده پزشکی در پردیس دانشگاه فردوسی و در زمینی به مساحت ۵۴۷۲۰ متر مربع در ۱۴ رشته مختلف واقع شده‌است.